# ماده حاجب یددار
مادهٔ حاجب یُددار یا مادهٔ کنتراست‌زای یُددار (به انگلیسی: Iodinated contrast) شکلی از مواد حاجب درون وریدی است که باعث افزایش قابلیت دید ساختارهای عروقی و اعضای بدن طی فرایند رادیوگرافی می‌شود. قابلیت مشاهدهٔ بعضی از آسیب‌ها، مانند سرطان، به خوبی توسط مادهٔ کنتراست یُددار قابل بهبود است.
مادهٔ حاجب یُددار می‌تواند بر پایهٔ نفت باشد که به آرامی توسط بافت بدن جذب می‌شود یا به صورت محلول آبی باشد که به سرعت جذب می‌شود. این حاجب به دلیل منع مصرف باریم سولفات در مطالعات دستگاه گوارش، می‌تواند به عنوان جایگزینی برای این ماده به حساب بیاید.
محیط یُددار می‌تواند به صورت یونی یا غیر یونی باشد. نوع یونی، تمایل به ایجاد اسمولالیتهٔ بالا در خون است و ممکن است باعث واکنش در بعضی افراد شود که در بعضی شرایط پزشکی می‌تواند جان فرد را تهدید کند. نوع غیر یونی این خطر را کاهش می‌دهد، اما بسیار گران‌تر است. امروزه حاجب غیر یونی به‌طور بسیار گسترده‌تری استفاده می‌شود.
مدت کوتاهی پس از تزریق، مادهٔ حاجب یُددار باعث احساس گرم شدن در سراسر بدن می‌شود. گاهی این احساس در ناحیهٔ لگن بیشتر نمایان می‌شود. بیماران دریافت‌کنندهٔ مواد حاجب از طریق درون وریدی به‌طور معمول احساس داغی در اطراف گلو دارند که این احساس به آرامی به‌سوی لگن حرکت می‌کند.

## احتیاط
قبل از امتحان حاجب یُددار باید توجه داشت که این ماده برای کلیه و عملکرد کلیهٔ بیماری که دوز را دریافت می‌کند، سمی است. تخمین نرخ تصفیهٔ گلومرولی (به انگلیسی: the Estimated Glomerular Filtration Rate) یا eGFR در بیماران دریافت‌کنندهٔ کنتراست یُددار نباید کمتر از ۳۰ میلی‌لیتر در دقیقه باشد.